# 后神社 (三宅村)
后神社（きさきじんじゃ）は、東京都三宅村（三宅島）にある神社。
三宅島北西の港・伊ヶ谷(いがや)港の目前に鎮座している。
式内社である伊賀牟比売命神社（いかむひめのみことじんじゃ）に比定されている。
三宅島内にある事代主神（三島大明神）の后を祀る3つの神社の内の1つ。

## 祭神
- 伊賀牟比売命（いかむひめのみこと） - 事代主神（三島大明神）の后神の一柱。

『三宅記』の神話によると、三宅島の神社に祀られている三島大明神（事代主神）の三姉妹の后は、箱根芦ノ湖周辺に住んでいた翁媼（老夫婦）の娘たちを、龍神（大蛇）から救って三宅島に迎えたものであり、長女が后神社に祀られている伊賀牟比売命、次女が二宮神社に祀られている伊波乃比咩命、三女が御笏神社に祀られている佐伎多麻比咩命とされる。